# Messstipendium
Ein Messstipendium ist nach dem Honorarium der römisch-katholischen Kirche ein Entgelt für einen priesterlichen Dienst, der nicht unentgeltlich geleistet werden muss. Mit der Übergabe des Stipendiums verbunden ist in der Regel ein bestimmtes Fürbitteanliegen, die sogenannte Intention, die der beauftragte Priester während der Zelebration einer Messe aufzunehmen hat. Über die Höhe des Messstipendiums entscheidet zwar der Geber, sie sollte aber mindestens die vom Diözesanbischof oder der Ordensgemeinschaft festgesetzte Taxe erreichen. Priester haben über angenommene Stipendien Buch zu führen.

## Herkunft und Bedeutung
Die Praxis der Stiftung von Messstipendien wird unter anderem mit dem Recht der alttestamentlichen Priester, einen kleinen Teil Opfergaben für ihren Unterhalt zu behalten, begründet. Auch der frühchristliche Brauch, bei dem alle Besucher der Eucharistiefeier etwas zu essen mitbrachten und dann teilten, wird als Beleg für den Brauch der Messstipendien herangezogen. Was bei diesen Gottesdiensten übrig blieb, wurde an die Armen der Gemeinde verteilt („Spende“), darunter zunehmend auch an die Geistlichen, die nur noch eingeschränkt oder gar nicht mehr einer anderen Tätigkeit nachgehen konnten.
Das Stipendium wird heute verstanden als eine Form der tätigen Teilnahme der Gläubigen an der heiligen Messe, wenn sie „dem eucharistischen Opfer auch eine eigene Opfergabe hinzufügen, um daran inniger teilzunehmen“. Darüber hinaus ist es „eine ausgezeichnete Form des Almosens“; indem sie ihre Güter teilen, tragen die Gläubigen zum Unterhalt der Geistlichen bei und unterstützen so „die apostolischen Tätigkeiten der Kirche“. Durch katechetische Unterweisung soll unbedingt der Eindruck vermieden werden, „als würde hier mit dem Heiligen Handel getrieben.“

## Geschichtliche Entwicklung
Auch nach der konstantinischen Wende erhielt sich die Tradition, innerhalb der heiligen Messe bei der Gabenbereitung die Opfergaben (zu dieser Zeit auch schon Geld) einzusammeln und vor dem Altar niederzulegen. Dies geschah bei manchen Anlässen in Form eines Opfergangs. Das in der Kollekte gesammelte Geld wurde für die Aufwendungen der Gemeinde (Armenarbeit und die Entlohnung des Priesters) verwendet. Dieser Brauch ist in der Liturgie bis heute erhalten geblieben und eine weitere Wurzel des Messstipendiums.
Spätestens seit der Dogmatisierung der Transsubstantiationslehre wurde dem Priester das besondere Vermögen zugesprochen, mit Gott vermittelnd in Kontakt zu treten. Dem folgte später die Gestaltung des Tridentinischen Ritus. Es entwickelte sich der Brauch, dem Priester Geld oder Naturalien bei der Bestellung einer Messe zu übergeben, damit er ein bestimmtes Anliegen vor Gott bringe. Wenn eine Gabe an den Priester mit einem Fürbittwunsch übergeben wurde, spricht man von einem Messstipendium.
Die Messstipendien dienten dem Unterhalts der Priester im Mittelalter und bis ins Zeitalter der Aufklärung. In Ordensgemeinschaften stellten sie – neben dem Terminieren – einen wichtigen Einkommensfaktor dar.

## Intentionen
Die häufigste Intention ist noch immer die Fürbitte für einen Verstorbenen (Requiem, Seelenamt) oder auch Jahrzeit, die dem Gedächtnis des Verstorbenen dient und den armen Seelen helfen soll. Als verdienstvolles Werk kommt sie auch dem Stifter zugute. Andere Intentionen schwanken nach Kultur und Zeit stark. Während früher vor allem alle Anliegen des bäuerlichen Lebens (Wetter, Ernte, Gesundheit des Viehs) im Mittelpunkt standen, sind es heute primär gesundheitliche und familiäre Anliegen. Der annehmende Priester ist gehalten, mit dem Messstifter ein kurzes seelsorgerliches Gespräch über die Intention zu halten.

## Besondere Bestimmungen
Neben dem seelsorgerlichen Gespräch mit dem Messstifter sind beispielsweise im Bistum Speyer folgende Bestimmungen besonders zu beachten:
- Kein Priester darf eine Bitte um eine Messintention ablehnen, wenn aus finanziellen Gründen keine Bezahlung erfolgen kann.
- Messstipendien müssen erfüllt werden.
- Es muss jeglicher Eindruck eines Handels vermieden werden (c. 947).
- Unerfüllbare Messstipendien müssen weitergegeben werden.

- Der Codex Iuris Canonici erlaubt keine Zusammenlegung von mehreren Messstipendien in einer Heiligen Messe (c. 948).
- Die Intention der Messe muss durch Erwähnung in den Fürbitten oder dem Pfarrblatt (Aushang) bekanntgegeben werden.

- In Deutschland wurde zum ersten Mal das Prinzip der persönlichen Gabe an den Priester durchbrochen: „Alle als Messstipendien gegebenen Beträge […] sind in voller Höhe an die jeweilige Kirchenkasse abzuführen, in deren Haushalt zu vereinnahmen und für kirchliche Zwecke zu verwenden. Der das Messstipendium annehmende Priester übernimmt lediglich das Inkasso und erfüllt insoweit eine treuhänderische Funktion ohne jede Verfügungsgewalt.“[6]

- Stiftungen zur jährlichen Abhaltung von Messen (Jahrzeiten) dürfen höchstens für 25 Jahre eingerichtet werden.
- Die Weitergabe eines nichterfüllbaren Messstipendiums wird durch das zuständige Ordinariat organisiert.[6]
- Die Weitergabe eines Messstipendiums verlangt das Einverständnis des Gebers.[6]

Im deutschsprachigen Raum wird das Messstipendium immer mehr als Beitrag für die Kosten eines Gottesdienstes, und nicht mehr als Gabe an den Priester verstanden. Außerdem wird das seelsorgerliche Element bei der Annahme des Messstipendiums mehr in den Vordergrund gerückt.

## Der karitative Aspekt der Messstipendien
Da Messstipendien oft die einzige Einkunftsquelle von römisch-katholischen Priestern in den armen Ländern dieser Welt sind, werden auch Messstipendien aus reicheren Ländern an diese weitergegeben. Mit dem Slogan: „Mit einer Messe pro Tag kann ein Priester in der dritten Welt überleben!“ wird für ein Aufleben der Messstipendienfrömmigkeit geworben. Hier wird die altkirchliche Einheit von Liturgie und Diakonie wieder sichtbar. Eine Messintention ist jedoch grundsätzlich nicht mit einem bestimmten Preis  oder überhaupt einer finanziellen Aufwendung verbunden. Jeder gibt nach seinen Möglichkeiten.

## Aufgehobene Messstipendien
Messstipendien müssen immer erfüllt werden, deren Erfüllung kann jedoch durch den Papst auch aufgehoben werden. Dies geschah zum Beispiel mit alten Messstipendien, die vor 1800 mit Erbschaften verbunden gestiftet worden waren, im Rahmen des Zweiten Vatikanischen Konzils, da durch die Säkularisation diese Erbschaften längst an den Staat gefallen waren. Alle alten Messstipendien werden summarisch am Hochfest Allerheiligen gefeiert.